# Саут-Чарлстон (Огайо)
Саут-Чарлстон (англ. South Charleston) — селище (англ. village) в США, в окрузі Кларк штату Огайо. Населення — 1706 осіб (2020).

## Географія
Саут-Чарлстон розташований за координатами 39°49′29″ пн. ш. 83°38′37″ зх. д. / 39.82472° пн. ш. 83.64361° зх. д. (39.824776, -83.643738).  За даними Бюро перепису населення США в 2010 році селище мало площу 3,33 км², з яких 3,33 км² — суходіл та 0,00 км² — водойми.

## Демографія
Згідно з переписом 2010 року, у селищі мешкали 1693 особи в 720 домогосподарствах у складі 466 родин. Густота населення становила 509 осіб/км².  Було 793 помешкання (238/км²).
Расовий склад населення:
| - 97,6 % — білих - 0,4 % — чорних або афроамериканців - 0,1 % — азіатів |

До двох чи більше рас належало 1,5 %. Частка іспаномовних становила 0,9 % від усіх жителів.
За віковим діапазоном населення розподілялося таким чином: 25,0 % — особи молодші 18 років, 58,8 % — особи у віці 18—64 років, 16,2 % — особи у віці 65 років та старші. Медіана віку мешканця становила 38,0 року. На 100 осіб жіночої статі у селищі припадало 90,7 чоловіків;  на 100 жінок у віці від 18 років та старших — 87,6 чоловіків також старших 18 років.
Середній дохід на одне домашнє господарство  становив 46 786 доларів США (медіана — 36 000), а середній дохід на одну сім'ю — 53 456 доларів (медіана — 45 375). Медіана доходів становила 42 500 доларів для чоловіків та 27 283 долари для жінок. За межею бідності перебувало 17,2 % осіб, у тому числі 26,8 % дітей у віці до 18 років та 5,1 % осіб у віці 65 років та старших.
Цивільне працевлаштоване населення становило 788 осіб. Основні галузі зайнятості: освіта, охорона здоров'я та соціальна допомога — 22,6 %, виробництво — 20,3 %, роздрібна торгівля — 12,9 %, фінанси, страхування та нерухомість — 7,2 %.